# Georges Saint-Paul
Georges Saint-Paul (17 avril 1870 à Montigny-lès-Metz - 7 avril 1937 à Genillé) est un médecin militaire et chercheur français. Médecin général, il est l'auteur d'une œuvre à la fois littéraire et scientifique sous les pseudonymes de : G. Espé de Metz et Dr Laupts.

## Biographie
Georges Saint-Paul naît à Montigny-lès-Metz, juste avant l’annexion de la Lorraine par l'Empire allemand. Ses parents optent pour la nationalité française. Georges Saint-Paul suit ses études en France et soutient un doctorat en 1892. Médecin-major en Algérie, puis en Tunisie, il revient ensuite en France, à Tours, puis à Nancy. En 1926, il est nommé directeur du Service de santé des armées, à Nancy, avec le grade de général.
Georges Saint-Paul publie plusieurs ouvrages scientifiques, notamment sur ce que l'on appelle dans un premier temps l'« inversion sexuelle » puis sur ce qu'il qualifiera lui-même d'« homosexualité », sous le pseudonyme de Dr. Laupts. Il publie notamment une version censurée du texte connu comme le « Roman d’un inverti », série de lettres envoyées à Émile Zola en 1889 par un aristocrate italien anonyme de 23 ans, qui raconte ses amours pour les hommes au romancier. Saint-Paul publie une version caviardée des lettres en 1894-1895 dans les Archives d’anthropologie criminelle et dans un livre en 1896 Tares et poisons. Perversion et perversité sexuelles, avec une préface par Zola. En septembre 1896, l’auteur des lettres à Zola s’adresse directement au médecin et réagit à la publication de ses lettres à Zola. Des parties de cette lettre à Saint-Paul sont publiées par le médecin en 1910 dans L’Homosexualité et les Types homosexuels et en 1930 Invertis et homosexuels. Ce n’est qu’en 2017 que les lettres à Zola et celle à Saint-Paul sont publiées dans leur entièreté.
Au cours de sa carrière, il noue une relation épistolaire avec le chercheur allemand Paul Näcke. En 1908, il prend ses distances avec Näcke à propos de la thèse que défend ce dernier sur la « dégénérescence de la France », à travers la revue Archives d’anthropologie criminelle dirigée par Alexandre Lacassagne .
Il publie en outre des œuvres plus littéraires, dramatiques ou poétiques, sous le pseudonyme de G. Espé de Metz. Sous le même alias il contribua à la discussion du colonialisme dans la presse, notamment autour de l'Algérie. Se définissant volontiers comme un agitateur d'idées, on lui doit plusieurs néologismes, dont le terme d'« endophasie », qu'il associait à l'introspection.
En 1931, il crée l'Association des lieux de Genève, pour promouvoir des zones destinées à accueillir les populations civiles en cas de conflit armé, anticipant les principes des conventions de Genève de 1949.
Georges Saint-Paul mourut le 7 avril 1937, au château de Rassay, près de Genillé en Indre-et-Loire.

## Ses travaux
Georges Saint-Paul, sous l'impulsion de Lacassagne, mena des travaux sur le langage intérieur. Défenseur d'une psychologie scientifique, il entendait démocratiser la méthode d'introspection en l'appliquant à un large échantillon d'individus. Son programme s'appuie sur ce qu'il appelle la « cérébrologie », ou science du cerveau, une méthode scientifico-médicale permettant de passer de la psychologie individuelle à une forme de psychologie générale.

## Distinctions[8]
- Commandeur de la Légion d'honneur (1928), Officier en 1918, Chevalier en 1910.
- Croix de guerre 1914–1918 avec 3 étoiles et 2 palmes[9].
- Médaille commémorative de la guerre 1914–1918
- Médaille interalliée de la Victoire
- Officier du Nichan Iftikhar en 1900.

## Publications
Sous son propre nom
- Essais sur le langage intérieur, Lyon, Stock, 1892.
- Le langage intérieur et les paraphasies, Paris, Félix Alcan, 1904.
- L'art de parler en public. L'aphasie et le langage mental, Paris, Octave Doin & fils, 1912 lire en ligne.
- Le rôle mondial du médecin militaire, précédé d'une étude sur le rôle du groupe des brancardiers (G. B. D.) pendant la guerre, 1918.
- Invertis et homosexuels, coll. « Thème psychologique », Paris, Vigot, 1930 - 3e édition augmentée (Laupts, 1896 et 1910)

Sous le nom Dr. Laupts
- Tares et poisons. Perversion et perversité sexuelle. Une enquête médicale sur l'inversion. Le roman d'un inverti-né. Le procès Wilde. La guérison et la prophylaxie de l'inversion, préface d'Émile Zola, Paris, G. Carré, 1896.
- L'homosexualité et les types homosexuels, préface d’Émile Zola, Paris, Vigot, 1910 - édition augmentée de 1896.

Sous le nom G. Espé de Metz
- Souvenirs de Tunisie et d'Algérie, Tunis, J. Danguin, Libraire-Éditeur, 1909.
- Vers l'Empire..., Paris, Ambert, 1913.
- Par les colons : l'Algérie aux Algériens et par les Algériens, Paris, Émile Larose Libraire-Éditeur, 1914.
- Méthode de Langue écrite internationale, Tours, Arrault, 1923.
- Thèmes prosodiques, Paris, Berger-Levrault, 1929.
- J'en appelle au monde civilisé : lettre ouverte aux membres de la S.d.N., Paris, R. Brumauld, 1929
- Thèmes psychologiques. Poésie, Prosodisme, Grammaire, Paris, Vigot et Debresse, 1934.
- Ludibria venti. Amusettes, Paris, Debresse, 1935.

## Sources
- Michael Rosenfeld and Clive Thomson, « Lettres inédites de 1893 à 1925 entre Émile Zola, Alexandrine Zola, Georges Saint-Paul et Yvonne Saint-Paul », Les Cahiers naturalistes, no 95, 67e année, 2021, p. 97-126.
- Michael Rosenfeld, « Zola à la pointe des savoirs ? Théories scientifiques et personnages de médecins dans Fécondité »”, Les Cahiers naturalistes, no 95, 67e année, 2021, p. 65-80.
- Clive Thomson et Michael Rosenfeld, « Introduction au dossier “Zola et les médecins” », Les Cahiers naturalistes, no 95, 67e année, 2021, p. 9-14.
- Michael Rosenfeld, « Genèse d’une pensée sur l’homosexualité : La préface de Zola au Roman d’un inverti», Genesis, no 44, 2017, p. 211-215.
- Michael Rosenfeld (éditeur), Confessions d’un homosexuel à Émile Zola: Première édition non censurée du "roman d'un inverti", Paris, Nouvelles éditions Place, 2017.
- [PDF] Pascal Gontrand, « Georges Saint—Paul - PCPT - Protection civile pour tous », Genève, 2008.
- Carroy, Jacqueline. « Le langage intérieur comme miroir du cerveau : une enquête, ses enjeux et ses limites », In: Langue française, Vol. 132 no 1, La parole intérieure, 2001 ( p. 48-56 ).
- Souvenance, Jean, Notes sur Espé de Metz (1870-1937) et L. Barbedette (1890-1942), Saint-Brieuc, L'auteur-éditeur : Jean Souvenance, 1945.
- Arbinet la Bessède, Paul-Émile, « Le médecin général Saint-Paul », in Strasbourg médical, 15, 1937, p. 274-281.